# 竹田祐
竹田 祐（たけだ ゆう、1999年7月5日 - ）は、大阪府大東市出身のプロ野球選手（投手）。右投右打。横浜DeNAベイスターズ所属。

## 経歴

### プロ入り前
父の竹田勉は元プロアメリカンフットボール選手（元三菱銀行センチュリアンズ→マイカルベアーズ→アズワンブラックイーグルス）。幼い頃からアメフトの楕円球でキャッチボールをしていたため、投球の基礎は出来ていたという。
大東市立住道南小学校2年からオール住道で野球を始め、大東市立住道中学校では生駒ボーイズでプレー。
履正社高等学校では1年秋に遊撃手のレギュラーを獲得。2年春から投手を務めると、1学年上の寺島成輝、山口裕次郎と盤石の投手陣を形成し春季近畿大会優勝、夏季大阪大会優勝を果たす（竹田の登板は夏季大阪大会1回戦のみ）。最上級生となった秋からはエースとなり、秋季大阪大会は準優勝だったものの、秋季近畿大会、国体、明治神宮野球大会で優勝を経験。その後、3年春に出場した第89回選抜高等学校野球大会でもエースを務め、準優勝に貢献した。同期に安田尚憲がいる。
高校卒業後は明治大学へ進学。最終学年では1学年上の入江大生からエースナンバーを受け継ぎ、4年間でリーグ通算11勝を挙げた。同期の外野手・丸山和郁とともにプロ志望届を提出したが、2021年のドラフト会議では丸山が東京ヤクルトスワローズから2位指名を受けるも、竹田の指名はなかった。
大学卒業後は三菱重工West硬式野球部に所属し、1年目から都市対抗と日本選手権への登板を経験。しかし、2年目は調子を崩し、ドラフト解禁年の2023年のドラフト会議でも指名漏れを経験した。
2024年10月24日に行われたプロ野球ドラフト会議において、金丸夢斗を抽選で外した横浜DeNAベイスターズより1位指名を受けた。11月26日には神戸市内のホテルで契約金1億円、年俸1600万円で仮契約を行った（金額は推定）。背番号は12。担当スカウトは藤田和男。

### DeNA時代
2025年は二軍スタート。イースタン・リーグで登板を続けるも調子は上がらず、10試合以上も勝利投手になることができなかった。それでも同年8月に一軍昇格、同月16日の中日ドラゴンズ戦で初先発して7回2安打無失点6奪三振を記録して勝利投手となった。チームのドラフト1位投手としては、19年ぶりのプロ初登板初先発初勝利を挙げた選手となった。

## 選手としての特徴
直球の最速は153km/h。変化球はカーブ、スライダー、チェンジアップ、フォークを投げ、特にカーブは大きな落差がある。完成度が高くゲームメーク能力に長けている。野口寿浩は「 ゆったりしたフォームから、切れのいい球がひゅんと来る感じ。打者から見て打ちにくさを感じる投手です 」と評した。

## 詳細情報

### 記録
初記録
投手記録
- 初登板・初先発登板・初勝利・初先発勝利：2025年8月16日、対中日ドラゴンズ19回戦（バンテリンドーム ナゴヤ）、7回2安打無失点
- 初奪三振：同上、2回裏にマイケル・チェイビスから見逃し三振

打撃記録
- 初打席：2025年8月16日、対中日ドラゴンズ19回戦（バンテリンドームナゴヤ）、2回表に高橋宏斗から見逃し三振

### 背番号
- 12（2025年[8] - ）